# Волга (разгонный блок)
Волга — блок выведения космических аппаратов разработки ЦСКБ-Прогресс, предназначен для работы совместно с ракетой-носителем «Союз-2».
Энергетические характеристики блока позволяют при запуске с космодрома Плесецк вывести полезную нагрузку массой до 1700 кг на круговую орбиту высотой 1000 км (наклонение 62,8°), для орбиты высотой 1500 км (наклонение 82,4°) максимальная масса полезной нагрузки составит 1400 кг. При запуске на солнечно-синхронную орбиту высотой 835 км и наклонением 98,7° полезная нагрузка также составит 1400 кг.

## История создания
Работы по созданию блока выведения начались в 2008 году. Потребность в данном блоке возникла из-за того, что существующие верхние ступени ракеты-носителя «Союз-2» позволяют реализовать только одноимпульсную схему выведения. Это не позволяет реализовать энергетически оптимальную схему выведения, особенно для круговых орбит высотой больше 250—300 км.
Защита эскизного проекта состоялась в 2010 году, в этом же году была выпущена конструкторская документация.

## Конструкция
Основная часть бортовой аппаратуры блока взята из других изделий ЦСКБ-Прогресс с соответствующей доработкой. Двигательная установка также взята от существующих спутников дистанционного зондирования Земли. Ракетное топливо — 1,1-диметилгидразин, окислитель — тетраоксид диазота.

## Эксплуатация
- 28 декабря 2013 года в 16:30 мск с космодрома «Плесецк» состоялся запуск ракеты-носителя «Союз-2.1в» с блоком выведения «Волга», полезную нагрузку составили космический аппарат «АИСТ № 1» и две калибровочные сферы СКРЛ-756. В 18:10 космические аппараты успешно отделились от блока выведения на целевой орбите[5].
- 5 декабря 2015 года в 16:30 мск в интересах Минобороны России состоялся запуск ракеты-носителя «Союз-2.1в» с космическими аппаратами «Космос-2511» и «Космос-2512». Предположительно один из двух военных спутников не отделился от разгонного блока «Волга»[6].
- 28 апреля 2016 года в 05:01 мск с космодрома «Восточный» состоялся успешный запуск ракеты-носителя «Союз-2.1а» с космическими аппаратами «Ломоносов», «Аист-2Д» и «СамСат-218»[7].
- 23 июня 2017 года в 21:04 мск стартовала ракета-носитель «Союз-2.1в», в 22:27 блоком «Волга» выведен на целевую орбиту и принят на управление наземными средствами Воздушно-космических сил космический аппарат «Космос-2519»[8].
- 10 июля 2019 года в 20:14 мск с пусковой установки № 4 площадки № 43 государственного испытательного космодрома «Плесецк» боевым расчетом Космических войск Воздушно-космических сил проведен успешный пуск ракеты-носителя легкого класса «Союз-2.1в» с блоком из четырёх космических аппаратов в интересах Минобороны России[9].
- 25 ноября 2019 года в 20:52 мск боевым расчетом ВКС с космодрома «Плесецк» был осуществлен успешный пуск ракеты космического назначения «Союз-2.1в» с военным спутником «Космос-2542» на борту[10].